# Yang Zhi
Yang Zhi (15 de janeiro de 1983) é um futebolista profissional chinês que atuava como goleiro.

## Carreira
Yang Zhi representou a Seleção Chinesa de Futebol na Copa da Ásia de 2011.